# Conway (Míchigan)
Conway es un lugar designado por el censo ubicado en el condado de Emmet en el estado estadounidense de Míchigan. En el Censo de 2010 tenía una población de 204 habitantes y una densidad poblacional de 186,21 personas por km².

## Geografía
Conway se encuentra ubicado en las coordenadas 45°24′33″N 84°52′15″O / 45.40917, -84.87083. Según la Oficina del Censo de los Estados Unidos, Conway tiene una superficie total de 1.1 km², de la cual 1.09 km² corresponden a tierra firme y (0.47%) 0.01 km² es agua.

## Demografía
Según el censo de 2010, había 204 personas residiendo en Conway. La densidad de población era de 186,21 hab./km². De los 204 habitantes, Conway estaba compuesto por el 92.65% blancos, el 1.96% eran afroamericanos, el 5.39% eran amerindios, el 0% eran asiáticos, el 0% eran isleños del Pacífico, el 0% eran de otras razas y el 0% pertenecían a dos o más razas. Del total de la población el 2.45% eran hispanos o latinos de cualquier raza.